# مخلوط

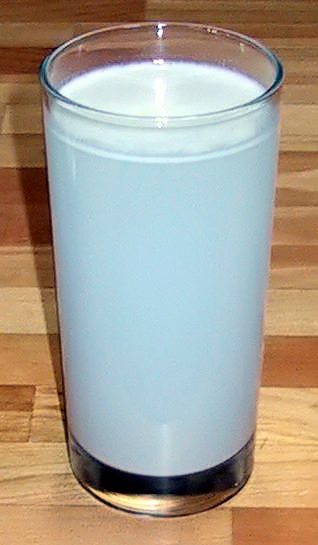
معلق ماندن آرد در آب، مخلوط ناهمگن

مخلوط به معنی درآمیخته شدن دو ماده یا بیشتر با هم است. در شیمی، مخلوط کردن دو یا چند ماده مختلف با یکدیگر را مخلوط می‌گویند، اما نه آنگونه که ترکیب شیمیایی به وجود آمده باشد. مخلوط اشاره‌ای است به ترکیب فیزیکی دو یا چند ماده که هویتشان (هرچند به سختی قابل تشخیص باشد) باقی مانده‌است.
مخلوط، محصول ترکیب فیزیکی مواد شیمیایی است به گونه‌ای که بعد از این مرحله ترکیبات شیمیایی، یا عناصر مخلوط شده، به مواد شیمیایی دیگری تبدبل نمی‌شوند و خواص اولیه خود را حفظ می‌کنند. به رغم تغییر نکردن خاصیت شیمیایی این ساختار، مخلوط به دست آمده ممکن است از لحاظ فیزیکی تغییر کند، از جمله این تغییرات می‌توان تغییر خاصیت نقطه ذوب مواد را نام برد.
با آمیختن مواد مختلف با هم می‌توان انواع گوناگونی از مواد مخلوط یا نا خالص به حالت جامد، مایع و گاز به وجود آورد.
مخلوط‌ها می‌توانند مایع در مایع، گاز در گاز، جامد در جامد، گاز در جامد، جامد در گاز، جامد در مایع و گاز در مایع باشند.
مخلوط را می‌توان به دو گونه همگن یا ناهمگن نام‌گذاری کرد. در مخلوط همگن، تمامی مواد به صورت یکسان با یکدیگر درآمیخته می‌شوند و مخلوطی یکدست و غیرقابل تشخیص (به صورت چشمی) به دست می‌آید. اما در مخلوط ناهمگن نوع مواد و ترکیباتی که در آن استفاده شده‌است را به راحتی می‌توان مشخص کرد و در آن، مواد به صورت کامل با یکدیگر مخلوط نشده‌اند.
عناصر و موادی که باعث ایجاد مخلوط همگن می‌شوند عبارتند از: مخلوط اکسیژن و نیتروژن، شکر، نمک، و بسیاری از مواد حل شونده در آب، که مخلوطی همگن هستند به گونه‌ای که مواد به صورت یکدست و یک نواخت در آن حل می‌شوند.